# Лопатник
Лопатник (словен. Lopatnik) — поселення в общині Веленє, Савинський регіон, Словенія. 
Висота над рівнем моря: 688,4 м.